# Protestas agrícolas en Alemania (2023-2024)
Las protestas agrícolas alemanas (2023-2024), son una serie de protestas nacionales que forman parte de la revuelta agrícola europea que están ocurriendo en Alemania. Estas protestas están siendo perpetradas por agricultores y campesinos alemanes, los cuales están en desacuerdo con las políticas restrictivas europeas que dificultan la producción agrícola del país. Estas manifestaciones se están llevando a cabo desde el 18 de diciembre de 2023, y a día de hoy, estas protestas siguen invadiendo las calles de Alemania.

## Antecedentes
El Tribunal Constitucional Federal declaró como inválido el segundo presupuesto suplementario para 2021.  El Bundestag alemán, bajo la dirección del Gabinete Scholz, había intentado utilizar las deudas no utilizadas del "fondo especial" COVID-19 para el presupuesto de 2021. Esto resultó en un déficit presupuestario de 17 mil millones de euros para el presupuesto federal de 2024. Entre las medidas adoptadas por el gobierno federal para remediar esta situación se encuentran la introducción de un impuesto sobre los vehículos de motor y la cancelación de la devolución del impuesto sobre el diésel agrario a los agricultores.
Algunos comentaristas sugirieron ideas alternativas sobre como se podría eliminar el déficit presupuestario utilizando otros medios. 

## Organización de las protestas
La protesta a gran escala en Berlín, ocurrida el 18 de diciembre de 2023 fue organizada por una alianza de organizadores agrícolas ligados al LsV Deutschland y al DBV, las cuales hicieron un llamamiento para una semana "de toma de acción sobre el díesel agrícola y el impuesto sobre los vehículos de motor, empezando el 8 de enero de 2024. Además, un gran número de diversas otras organizaciones, incluyendo transitarios, cazadores y pescadores, apoyaron a la iniciativa y se unieron al llamamiento .

## Protestas
El 18 de diciembre de 2023, la Asociación de Granjeros Alemanes hizo un llamamiento para realizar una protesta al gobierno federal con tractores bajo el eslogan "¡Demasiado es demasiado, ahora se acabó!" Cerca de 6.000 personas se reunieron frente a la puerta de Brandeburgo. Protestas similares ocurrieron en Freiburg, Leipzig y Chemnitz.
La popularidad sobre las protestas aumentó cuando el 4 de enero de 2024, un grupo de 100 agricultores junto con otros manifestantes, bloquearon el puerto de Schlüttsiel, en el norte de Frisia. Después de que los manifestantes rechazaran la oferta de Habeck de enviar una pequeña delegación en el ferry y él se negara a dirigirse personalmente a la multitud por razones de privacidad, el ferry se retiró.
Las protestas continuaron en todo el país desde principios de enero, utilizando como método principal el bloqueo colectivo y coordinado de varias vías de acceso a autopistas y carreteras, lo cual llevó a la Asociación de Bienestar de los Trabajadores a presentar una denuncia penal debido a que los empleados, los pacientes y los partos no podían llegar al hospital AWO en Jerichow.
A lo largo de esta semana, así como en las semanas siguientes, se produjo un aumento significativo del tamaño y cantidad de las manifestaciones, con miles de manifestantes y tractores reunidos en las principales ciudades como Dresde, Kassel, Düsseldorf, Hannover, Hamburgo, Kiel y Leipzig, donde protestaron. Los almacenes centrales de las tiendas de descuento de alimentos de toda Alemania también fueron bloqueados por tractores como parte de las protestas. En Cottbus, el ministro presidente de Brandeburgo, Dietmar Woidke (SPD), declaró su total apoyo a las exigencias de los agricultores de cancelar los aumentos de impuestos. Todas estas manifestaciones tuvieron consecuencias negativas puesto que, antes de estas protestas, la economía alemana en este sector se encontraba en un momento de crisis, y estas movilizaciones en masa no hicieron más que empeorar la situación actual.  Los sindicatos que apoyan a los manifestantes, piden mayores salarios y sueldos como condición para frenar con las movilizaciones.
En Frankfurt se interrumpió la actividad en el aeropuerto principal de la ciudad a causa de las protestas del personal de tierra de la aerolínea Lufthansa, estas movilizaciones han bloqueado a otros aeródromos y aeropuertos de otras localidades.
El día 10 de febrero, los equipos de fútbol Union Berlin y Wolfsburgo jugaron un partido el cual se tuvo que detener durante un total de 30 minutos a causa de estas protestas.

### Tabla de protestas
| Fecha                   | eventos |
| ----------------------- | --- |
| 15 de diciembre de 2023 | En Schweinfurt, los agricultores que protestaban descargaron estiércol frente a la oficina del diputado del Partido Verde, Paul Knoblach , y recorrieron el centro de la ciudad en un desfile con 75 tractores. |
| 18 de diciembre de 2023 | En Berlín, la asociación de agricultores alemanes realizó una manifestación con tractores bajo el lema “¡Demasiado es demasiado! ¡Se acabó!" para protestar contra la abolición de los subsidios agrícolas y las exenciones fiscales. Unas 6.600 personas se reunieron en una manifestación frente a la Puerta de Brandeburgo . El presidente de los agricultores, Joachim Rukwied, pidió que se mantuvieran las subvenciones agrícolas. En Friburgo de Brisgovia y en Dreisamtal , los agricultores se manifestaron con 300 tractores, y en Leipzig también la gente se reunió con 300 tractores en el Völkerschlachtdenkmal , los cazadores sajones apoyaron al campesinado. En Chemnitz , los agricultores bloquearon el anillo interior de la ciudad con maquinaria agrícola pesada. |
| 21 de diciembre de 2023 | En Bad Kreuznach , la gente se manifestó con al menos 400 tractores. El encuentro fue organizado por jóvenes rurales que ven obstaculizado su desarrollo. |
| 22 de diciembre de 2023 | En Rheinhessen , la gente se manifestó por la mañana con al menos 300 tractores en las entradas de las autopistas. En total, la policía estuvo desplegada en 20 cruces diferentes en el área entre Kirchheimbolanden , Bingen y Mainz . |
| 29 de diciembre de 2023 | En Siegen se manifestaron 1.400 participantes con 850 tractores. En el camino se produjo un incidente cuando un conductor de tractor ebrio intentó atravesar una barrera policial. |
| 2 de enero de 2024      | 1.200 participantes con 600 tractores se manifestaron en Hammelburg , Baja Franconia . Hubo retrasos en el tráfico. |
| 4 de enero de 2024      | Por la noche, más de 100 agricultores con tractores y otros manifestantes bloquearon el ferry Hilligenlei en el puerto de Schlüttsiel , en el norte de Frisia , con el que el ministro federal de Economía, Robert Habeck (Verdes), y su esposa querían regresar al continente después de un viaje privado de un día al Hallig Hooge . Después de que los manifestantes rechazaron la oferta de Habeck de enviar una pequeña delegación al ferry y él no quiso dirigirse personalmente a la multitud por razones de seguridad personal , se marcharon de nuevo. Según una investigación de Zeit Online y Spiegel TV, una excandidata de AfD para las elecciones al consejo regional de Frisia del Norte se enteró de su plan de viaje de regreso en una conversación con Habeck y difundió la información en las redes sociales a través de su pareja. El llamado a reunirse en el muelle del ferry también fue publicado por el grupo “Free Schleswig-Holsteiners” mencionado en la Oficina Estatal de Schleswig-Holstein para la Protección de la Constitución 2022, que forma parte de la “escena de deslegitimación”. Debido al bloqueo, la agencia de seguridad del Estado está investigando a personas desconocidas bajo sospecha de insultos, coacción y alteración del orden público . Al contrario de lo que informaron los medios de comunicación anteriormente, Norddeutscher Rundfunk concluyó el 11 de enero de 2024 que no hubo ningún intento de asaltar el ferry. |
| 5 de enero de 2024      | Agricultores de Hesse, Baviera y Turingia se manifestaron junto con 350 tractores en Kreuzberg . |
| 6 de enero de 2024      | En Straubing , Baviera , 3.000 agricultores con 1.500 tractores se manifestaron contra los planes de austeridad de la coalición del semáforo a nivel federal . En Rehburg-Loccum, Baja Sajonia , unos 150 agricultores con 100 máquinas bloquearon el acceso al monasterio de Loccum , donde la iglesia regional de Hannover celebraba su tradicional recepción de Reyes con invitados. |
| 7 de enero de 2024      | En Thiendorf , los manifestantes bloquearon con camiones y tractores el almacén central de Netto en Sajonia . |
| 8 de enero de 2024      | En todo el país, agricultores, transportistas, comerciantes y ciudadanos bloquearon las entradas a las autopistas. Estos bloqueos fueron coordinados con la policía de antemano. Se llevaron a cabo manifestaciones en muchas ciudades. Numerosas carreteras fueron bloqueadas con manifestaciones. Por ejemplo, el puente Tangermünde Elba fue bloqueado. El Arbeiterwohlfahrt (AWO) presentó entonces una denuncia penal porque los empleados, los pacientes y los partos no podían llegar al hospital AWO en Jerichow . |
| 9 de enero de 2024      | En el segundo día de la semana de acción, las protestas de los agricultores continuaron provocando interrupciones del tráfico en todo el país, pero en menor medida que el día anterior. Se anunciaron protestas más intensas para el día siguiente. |
| 10 de enero de 2024     | Agricultores con 5.000 tractores, artesanos, cazadores y propietarios de bosques se manifestaron juntos en la Theaterplatz de Dresde después de una manifestación . Michael Kretschmer ( CDU ) expresa su solidaridad con los agricultores que protestan. 1.700 agricultores se manifestaron frente al consejo regional después de una manifestación en Kassel . En Düsseldorf, las manifestaciones tuvieron lugar frente a la sede del partido de los partidos del semáforo. Entre 3 y 4.000 agricultores con 1.600 vehículos protestan en Augsburger Plärer . Los agricultores con 2.000 tractores paralizan el tráfico con una manifestación en Lübeck y Flensburg ante la oficina electoral de Robert Habeck. |
| 11 de enero de 2024     | Según el organizador, alrededor de 5.000 agricultores con 3.000 tractores respondieron a la convocatoria de la población rural de Baja Sajonia para celebrar una manifestación central en Hannover (según la policía, 2.000 cada uno). La manifestación anterior en varias partes de Baja Sajonia provocó problemas de tráfico. En el puerto de Hamburgo, agricultores que habían llegado con alrededor de 360 máquinas agrícolas de Schleswig-Holstein y Baja Sajonia participaron en una manifestación organizada por la asociación Land Creates Connection . En Mecklemburgo-Pomerania Occidental se produjeron bloqueos en las entradas de las autopistas y en los centros de logística de alimentos, lo que provocó atascos de varios kilómetros en algunas carreteras. Alrededor de 1.000 agricultores con 500 tractores se reunieron frente a un centro logístico en Dummerstorf y en Stavenhagen unos 400 manifestantes con unos 300 tractores. |
| 12 de enero de 2024     | En Büsum, los pescadores bloquean el puerto y protestan contra los recortes de subvenciones por parte del gobierno del semáforo. La plaza de armas de Kiel fue el destino de 16 manifestaciones registradas de Plön y del distrito de Rendsburg-Eckernförde con 3.600 vehículos. En Sajonia, los agricultores siguen bloqueando las entradas de las autopistas en los alrededores de Dresde y Vogtland . La Asociación de Agricultores de Sajonia finalmente exigió que los fondos pendientes de la Unión Europea se pagaran a los agricultores antes de finales de enero de 2024 o que el ministro de Agricultura, Wolfram Günther, dimitiera . En Leipzig, los agricultores se manifestaron junto con Fridays for Future . 5.000 agricultores con 2.500 tractores bloquearon el centro de la ciudad de Núremberg . En Stralsund , los pastores acompañaban a sus animales por las carreteras federales. Los almacenes centrales de las tiendas de descuento de alimentos fueron bloqueados con tractores en toda Alemania. El Primer Ministro de Brandeburgo, Dietmar Woidke ( SPD ), declaró en Cottbus su pleno apoyo a las exigencias de los agricultores de que se cancelaran los aumentos de impuestos. |
| 13 de enero de 2024     | En Rosenheim, agricultores y simpatizantes protestaron con dos convoyes en el centro de la ciudad. En Aurich , Baja Sajonia , casi 1.000 vehículos pertenecientes a agricultores y simpatizantes de la clase media, compañías de taxis y empresas artesanales viajaban en convoyes de protesta. Para la tarde se anunció una caravana en Torgau . Más de 5.000 agricultores y artesanos se manifestaron en el aeródromo de Itzehoe/Hungriger Wolf en Schleswig-Holstein. |
| 14 de enero de 2024     | En el sur de Westfalia, agricultores con tractores bien iluminados se situaron en muchas cadenas montañosas para iluminar amistosamente la manifestación del lunes en Berlín bajo el lema "Que se iluminen las montañas". |
| 15 de enero de 2024     | Después de que las asociaciones manifestantes convocaran una gran manifestación en Berlín frente a la Puerta de Brandeburgo, la noche del 15 de enero se reunieron agricultores, transportistas, artesanos y la sociedad civil. Durante una gran manifestación contra los impuestos al diésel agrícola y por la dimisión del gobierno federal más de 6.000 tractores y otros vehículos bloquearon el centro de Berlín en una manifestación. La policía habló de 8.500 manifestantes, los organizadores de más de 30.000 manifestantes en la manifestación entre la Puerta de Brandeburgo y la Columna de la Victoria. Los transportistas se manifestaron contra el peaje para camiones y los impuestos sobre las emisiones de CO 2 . La manifestación fue en gran medida pacífica. El ministro federal de Finanzas, Christian Lindner ( FDP ), intentó dar un discurso y afirmó que el gobierno federal no se desviaría de sus planes de aumentar los impuestos. Al mismo tiempo, a las 12 del mediodía comenzó en la Comisión de Peticiones del Bundestag alemán la audiencia sobre una petición para la cancelación de los recortes de subvenciones , basada en una petición electrónica oficial con más de 75.000 cofirmantes . Más de 1,1 millones de ciudadanos habían apoyado anteriormente una petición electrónica similar en change.org . La Asociación de Agricultores Alemanes pidió al gobierno federal que retire por completo los recortes de subsidios y los aumentos de impuestos anunciados antes de la tarde del 18 de enero de 2024, de lo contrario las protestas deberían continuar con más intensidad. |
| 16 de enero de 2024     | Los agricultores y transportistas continuaron su protesta en Berlín con varios cientos de vehículos. En Gera , los agricultores y las empresas de transporte bloquearon las entradas de las empresas en una zona industrial. |
| 18 de enero de 2024     | El presidente de los agricultores, Joachim Rukwied, anunció protestas y bloqueos aún más fuertes por parte de transportistas y agricultores a partir de la próxima semana si el gobierno federal no retira las cargas previstas (peajes para camiones, precios de CO 2 ). En Berlín, cientos de agricultores y transportistas participaron en protestas y bloquearon rampas en la A 15 en Brandeburgo . |
| 19 de enero de 2024     | Después de una manifestación procedente de toda Alemania, agricultores y empresas de transporte se manifestaron con más de 800 vehículos frente a la Puerta de Brandeburgo en Berlín. |
| 20 de enero de 2024     | 8.000 personas se manifestaron en Berlín para exigir mejores condiciones económicas para las pequeñas explotaciones agrícolas. |
| 26 de enero de 2024     | Los agricultores protestan con un desfile de tractores en Dorfen (menos de 40 tractores), Erding (aprox. 50 tractores) y Taufkirchen. Más de 350 agricultores de Brandeburgo condujeron 250 tractores a la sede del partido SPD, Verdes y FDP en Berlín y se manifestaron por sus demandas. |
| 28 de enero de 2024     | Alrededor de 900 agricultores y silvicultores se manifestaron en Magdeburgo bajo el lema "Demasiado es demasiado". El campesinado había pospuesto la manifestación un día hasta el 28 de enero de 2024 debido al Día del Recuerdo del Holocausto . En Múnich, 10.000 personas protestan contra la actual política gubernamental . En la manifestación participaron no sólo los agricultores, sino también las medianas empresas . En Stuttgart tuvo lugar una manifestación de jinetes con 100 caballos y 60 carruajes como desfile hacia el centro de la ciudad. |
| 29 de enero de 2024     | En Hamburgo, los agricultores se manifestaron con 550 tractores. Los objetivos del bloqueo eran la estación de tren de Hamburgo-Dammtor y Theodor-Heuss-Platz. 80 contrabandistas entraron en Meinigen para "Hocico lleno". En Frankfurt (Oder), tractores y furgonetas de artesanos bloquearon el centro de la ciudad. Los agricultores que protestaban llegaron al parlamento estatal de Potsdam con dos columnas de vehículos . Los agricultores entregaron una lista de diez demandas a los políticos, entre ellas: "la exigencia de que se prohíba la ingeniería genética y la carne de laboratorio , así como la caza legal de lobos en las cercas de los pastos " Los agricultores bloquearon con 40 vehículos agrícolas las entradas al JadeWeserPort en Wilhelmshaven , lo que perturbó enormemente las operaciones en el centro de transporte de carga. Durante las manifestaciones en Görlitz se superó el número permitido de vehículos y el límite de volumen de 90 dB . La oficina del distrito inició un procedimiento de multa. Según el administrador del distrito , Stephan Meyer, la violación de los requisitos también generó críticas por parte de algunos agricultores. En Bautzen también se infringieron las normas de protección acústica. |
| 30 de enero de 2024     | En el Cannstatter Wasen de Stuttgart, entre 3.000 y 5.000 personas protestaron con más de 1.000 vehículos contra la política agrícola del gobierno del semáforo de Berlín. El presidente campesino Joachim Rukwied declaró en Ilsfeld la solidaridad de los agricultores alemanes con los agricultores de otros países de la UE. Alrededor de 300 personas se manifestaron frente a la puerta de la ciudad de Düsseldorf con la participación del Primer Ministro Wüst. |
| 31 de enero de 2024     | Muchas entradas de autopistas quedaron bloqueadas en Baviera, Baja Sajonia, Sajonia-Anhalt, Turingia y otros estados federados. En Magdeburgo, protestas no anunciadas provocaron un intento fallido de bloquear un depósito de combustible y se bloqueó una carretera. Los manifestantes prendieron fuego a neumáticos y fardos de paja y derramaron estiércol en las calles. La policía presentó varios cargos penales por alteración del orden público y daños a la propiedad. |
| 1 de febrero de 2024    | Se produjeron accidentes cuando agricultores que protestaban bloquearon la A 13 en Lausitz (Schwarzheide). Un agricultor fue atropellado por un coche y otros dos resultaron levemente heridos. Se han iniciado investigaciones policiales. |
| 2 de febrero de 2024    | Por la mañana, los agricultores bloquearon la A2 cerca de Braunschweig con unos 40 tractores y colocaron piezas de neumáticos, troncos de árboles y estiércol en la carretera. La población rural de Baja Sajonia se distanció de la acción no anunciada. El paso fronterizo polaco-alemán Linken en Mecklemburgo-Pomerania Occidental y las rutas de acceso a las terminales de contenedores en Bremerhaven fueron bloqueados. Más de 200 agricultores con tractores se manifestaron en Bonn . En Unterföhring, alrededor de 250 agricultores y medianas empresas protestaron con tractores y camiones en la sede de Bayerischer Rundfunk contra la política del gobierno del semáforo y lo que consideraban una cobertura mediática insuficiente. En Hamburgo, 70 manifestantes utilizaron sus vehículos para obstruir la entrega de periódicos desde un centro de distribución de prensa . Según los agricultores, "los medios de comunicación", entre ellos el Hamburger Abendblatt , el Hamburger Morgenpost y el Spiegel , habían realizado informaciones "falsas". Después de que los agricultores se negaron a desbloquear las vías de acceso bloqueadas, la policía disolvió el evento, que inicialmente comenzó ilegalmente y luego se convirtió en una manifestación puntual. |
| 3 de febrero de 2024    | Cientos de agricultores protestaron en los alrededores del aeropuerto de Frankfurt con alrededor de 400 tractores en lugar de los 2.000 previstos . |
| 4 de febrero de 2024    | Unos cientos de agricultores bloquearon el almacén central de Lidl en Coblenza para protestar contra los dictados de precios de las grandes cadenas minoristas. Para reforzar el lema La agricultura pende de un hilo, se detuvo un tractor con una grúa móvil y se expuso. |
| 5 de febrero de 2024    | En Hannover, 80 personas con 50 vehículos, entre ellos muchos tractores, bloquearon la emisora estatal NDR . Un portavoz de los agricultores explicó que "los informes de los medios sobre las manifestaciones fueron reducidos" y que "las críticas no sólo se dirigirían contra la NDR, sino contra los medios de comunicación en su conjunto". La noche del 5 de febrero, los agricultores bloquearon el acceso al centro de prensa del Allgäuer Zeitung en Kempten. La Jefatura de Policía de Suabia Sur/Oeste dijo en una declaración: “El intento de ejercer influencia a través de una reunión no reportada y bloqueos temporales es inaceptable y no puede conciliarse con el principio del estado de derecho en una democracia”. La asociación habló de un “ataque a la libertad de prensa”. |
| 6 de febrero de 2024    | Hasta 500 personas con 200 tractores protestaron frente a los muelles de prensa en la península del Muro en Lübeck contra la política del gobierno del semáforo. El ministro de Finanzas, Christian Lindner, que se encontraba allí en una “gira de diálogo ciudadano”, fue abucheado por los manifestantes. |
| 7 de febrero de 2024    | Alrededor de 400 agricultores de Baja Sajonia protestaron ante el parlamento estatal de Baja Sajonia en Hannover tras un llamamiento de Land Creates Connection y Free Farmers . Entre otras cosas, entregaron un documento de exigencia de 10 puntos. introducir el etiquetado de los países de origen, poner fin a los acuerdos de libre comercio y prohibir la ingeniería genética. En Berching , la ministra de Agricultura de Baviera, Michaela Kaniber, apoyó las demandas de los agricultores en una reunión con los agricultores que protestaban en el Rossmarkt. |
| 8 de febrero de 2024    | En su punto álgido, hasta 550 personas con 193 vehículos protestaron en una procesión entre Stendal y Tangerhütte. Según la policía, las reuniones transcurrieron sin contratiempos, salvo los cortes de tráfico. |
| 10 de febrero de 2024   | Por la mañana, 150 agricultores señalaron su situación en un convoy desde Vaihingen an der Enz a Ludwigsburg con hasta 150 tractores. Según informes policiales, el tráfico no se vio obstaculizado a pesar del gran número de tractores. |
| 12 de febrero de 2024   | En Frankfurt (Oder), agricultores y artesanos bloquearon el paso fronterizo en el centro de Frankfurt y una entrada a la autopista como parte de una manifestación contra la política agrícola de la UE y las medidas de austeridad del gobierno federal. |
| 14 de febrero de 2024   | En Biberach , los Verdes cancelaron su evento político del Miércoles de Ceniza debido a protestas masivas de agricultores y alborotadores. Según la policía, también resultaron heridos agentes de policía. El ministro federal de Agricultura, Cem Özdemir, criticó los hechos, pero defendió expresamente a la mayoría de los agricultores: "Eran individuos que se comportaron así", pero "no hicieron ningún favor a las preocupaciones de la agricultura". Jürgen Trittin, que también estaba presente, notó no sólo a los agricultores sino también a una “ turba de derechas organizada ”. El presidente del sindicato de policía alemán del estado de Baden-Württemberg , Ralf Kusterer, dijo que los alborotadores “eran probablemente 70 alborotadores que no formaban parte del campesinado”. Las asociaciones de agricultores estatales y locales se distanciaron de la acción. |
| 15 de febrero de 2024   | En Floh-Seligenthal se produjeron protestas durante la visita a la empresa de Robert Habeck, durante las cuales se bloqueó el acceso a una fábrica. Los manifestantes también intentaron impedir que los representantes de la prensa informaran y en ocasiones utilizaron el término “ prensa mentirosa ”. |
| 18 de febrero de 2024   | En Lauenau, los agricultores bloquearon durante tres días un almacén central de Edeka con unos 60 tractores. |
| 19 de febrero de 2024   | En Melsungen, Hesse y Edermünde, los agricultores bloquearon dos almacenes de empresas alimentarias. Los bloqueos no anunciados formaban parte de la protesta contra la política agrícola del gobierno federal. |

## Reacciones
Numerosas asociaciones profesionales, grupos de interés, clubes, fundaciones y ciudadanos han anunciado su apoyo activo a las protestas de los agricultores desde el 18 de diciembre de 2023 y han participado en las protestas, incluidos transportistas, asociaciones de caza,  pescadores costeros y artesanos.
Por parte de los partidos políticos, los Electores Libres de Baviera expresaron su solidaridad: El Ministro de Economía, Hubert Aiwanger, calificó las protestas de los agricultores como “autodefensa política” el 6 de enero de 2024.  El AfD expresó su solidaridad con las protestas y las vinculó a sus propias demandas políticas,  pero su programa de partido rechaza fundamentalmente los subsidios.  Sin embargo, el portavoz de la asociación de agricultores se distanció de esto. Varios políticos de la Unión, como Markus Söder, Friedrich Merz, y Carsten Linnemann expresaron su solidaridad con los agricultores. Los miembros del parlamento estatal de la CDU en Turingia convocaron a la gente a participar en las protestas. La diputada estatal de Hesse, Stefanie Klee (CDU), participó en las protestas en un tractor.  Sahra Wagenknecht (BSW) se mostró comprensiva con los agricultores y calificó la reacción de Robert Habeck ante el bloqueo del ferry el 4 de enero como "vergonzosa y llorosa". 
La CDU adoptó las exigencias de las protestas de los agricultores en la campaña electoral del estado sajón . Un cartel electoral mostraba a un agricultor enojado con una horca y el texto “El gobierno del semáforo quiere que los agricultores se apresuren: manténganse alejados del diésel agrícola”. Esto fue criticado por el exministro federal de Medio Ambiente, Jürgen Trittin (Verdes), quien vio esto como un llamado activo a la violencia; El exministro federal Peter Altmaier (CDU) también calificó las imágenes agresivas de “inquietantes”: dañaban la causa de los agricultores y la cultura del debate político. 
Como resultado de las protestas de los agricultores, no sólo los primeros ministros del CDU/CSU, como Markus Söder en Baviera, Boris Rhein en Hesse, Hendrik Wüst en Renania del Norte-Westfalia, Kai Wegner en Berlín, Daniel Günther en Schleswig-Holstein, Michael Kretschmer en Sajonia lo piden el 8 de enero de 2024 y Reiner Haseloff en Sajonia-Anhalt, pero también los cuatro primeros ministros del SPD, Manuela Schwesig en Mecklemburgo-Pomerania Occidental, Dietmar Woidke en Brandeburgo, Stephan Weil en Baja Sajonia  y Anke Rehlinger. (Sarre) apoyan la preservación de la concesión agrícola del diésel para los agricultores. El 18 de enero, el grupo parlamentario CDU/CSU incluyó en el orden del día del pleno del Bundestag una moción para garantizar un alivio permanente del diésel agrícola para la agricultura y la silvicultura. 
Como resultado de los bloqueos de carreteras por parte de los agricultores, algunos usuarios de la vía recurrieron a actos violentos y criminales contra los agricultores que protestaban. Durante una protesta en una carretera federal cerca de Friesoythe en Baja Sajonia el 8 de enero de 2024, un conductor atropelló a un granjero y lo atropelló. La fiscalía considera el incidente como un intento de asesinato. 
El 11 de febrero de 2024, alrededor de las 2:45 de la mañana, se produjo un incendio en una granja en Oelsnitz, en Erzgebirge. En el lugar se incendió un tractor y se encontró una fachada pintada con la inscripción "Detengan el bloqueo, de lo contrario todo arderá". La policía ha iniciado una investigación sobre este presunto ataque. 